# Baptiste Mouazan
Baptiste Mouazan, né le 27 septembre 2001 à Rennes, est un footballeur français qui joue au poste de milieu central au Grenoble Foot 38.

## Biographie

### Carrière en club

#### Formation en Bretagne
Baptiste Mouazan est formé au Stade rennais, au CPB Bréquigny avant d'entrer à l'âge de 14 ans, au centre de formation du FC Lorient. Il joue dans les échelons nationaux jeunes avant d'évoluer en équipe réserve à partir de la saison 2017-2018, avec laquelle il jouera 46 matchs pour 4 buts inscrits. Il signe son premier contrat professionnel en juillet 2021, un contrat d'une saison avec le FC Lorient.
Il découvre le football professionnel et l'équipe première lors de la saison 2021-2022 où il joue ses premières minutes en octobre 2021 lorsqu'il entre en jeu à la 77e minute à la suite de la blessure de Moritz Jenz. Après une prestation convaincante face au SCO Angers, il est titularisé par Christophe Pélissier face au LOSC dans un match où il jouera 63 minutes. Il s'agira de son dernier match joué avec l'équipe première en Ligue 1.

#### Départ pour l'AS Nancy-Lorraine
Baptiste Mouazan, en fin de contrat avec le FC Lorient, rejoint l'AS Nancy-Lorraine, club de National tout juste relégué de Ligue 2. Il y reste une seule saison, joue 27 matchs pour 2 buts inscrits et 3 passes décisives délivrées en National et ne pourra empêcher la relégation sportive (dans un premier temps) de l'AS Nancy-Lorraine en National 2,.

#### Découverte de la Ligue 2 avec l'US Concarneau
Durant l'inter-saison, Mouazan est mis à l'essai par Stéphane Le Mignan, l'entraîneur de l'US Concarneau, club de Ligue 2. Ses performances lui permettent de convaincre Stéphane Le Mignan et le natif de Rennes signe à l'US Concarneau, un contrat d'une saison.
Il dispute son premier match avec les Thoniers et son premier match en Ligue 2 lors de la première journée face au SC Bastia et délivre sa première passe décisive en Ligue 2 pour le second but de Pape Ibnou Ba face à l'USL Dunkerque,. Il inscrit son premier but en Ligue 2 avec les Thoniers face au Stade lavallois, alors leader avant de récidiver face à l'AJ Auxerre et d'en inscrire un troisième lors de la victoire concarnoise à l'EA Guingamp. En parallèle, il inscrit un coup franc direct en Coupe de France face au Stade briochin n'empêchant pas l'élimination des Thoniers aux tirs au but.
Pour son trentième match en professionnel, il délivre une nouvelle passe décisive pour Kandet Diawara permettant aux Thoniers d'égaliser face à l'USL Dunkerque. La fin de la saison sera plus difficile puisqu'il sera davantage relégué sur le banc mais termine tout de même la saison avec 37 matchs joués, 5 buts marqués et 4 passes décisives délivrées.

#### Retour en National et rôle majeur
L'US Concarneau est finalement relégué en National à l'issue de la saison 2023-2024 mais Mouazan reste avec les thoniers, alors que le milieu étais pressenti pour rester dans l'antichambre de l'élite en signant avec le Stade Lavallois,. Mouazan commence sa saison en entrant en jeu contre le Aubagne FC dans une rencontre où son club ne parvient pas à trouver la faille,. Il retrouve ensuite sa place de titulaire et se montre performant, étant décisif à de nombreuses reprises malgré la saison mitigée de son équipe. En fin de saison, Mouazan déclare vouloir quitter l'US Concarneau pour évoluer à un niveau supérieur, alors que les Thoniers viennent de se maintenir au troisième échelon français. 

#### Retour en Ligue 2 à Grenoble
Après deux saisons à l'US Concarneau, Mouazan rejoint le Grenoble Foot 38 où il signe un contrat jusqu'en 2028.

## Statistiques
| Saison                | Club                  | Championnat           | Championnat | Championnat | Championnat | Coupe(s) nationale(s) | Coupe(s) nationale(s) | Coupe(s) nationale(s) | Total | Total | Total |
| Saison                | Club                  | Division              | M.          | B.          | P.d.        | M.                    | B.                    | P.d.                  | M.    | B.    | P.d.  |
| 2017-2018             | FC Lorient rés.       | National 2            | 2           | 0           | 0           | -                     | -                     | -                     | 2     | 0     | 0     |
| 2018-2019             | FC Lorient rés.       | National 2            | 2           | 0           | 0           | -                     | -                     | -                     | 2     | 0     | 0     |
| 2019-2020             | FC Lorient rés.       | National 2            | 14          | 2           | 1           | -                     | -                     | -                     | 14    | 2     | 1     |
| 2020-2021             | FC Lorient rés.       | National 2            | 9           | 0           | 0           | -                     | -                     | -                     | 9     | 0     | 0     |
| 2021-2022             | FC Lorient rés.       | National 2            | 19          | 2           | 0           | -                     | -                     | -                     | 19    | 2     | 0     |
| Sous-total            | Sous-total            | Sous-total            | 46          | 4           | 1           | -                     | -                     | -                     | 46    | 4     | 1     |
| 2021-2022             | FC Lorient            | Ligue 1               | 3           | 0           | 0           | 1                     | 0                     | 0                     | 4     | 0     | 0     |
| 2022-2023             | AS Nancy-Lorraine     | National              | 27          | 2           | 3           | 2                     | 3                     | 0                     | 29    | 5     | 3     |
| 2023-2024             | US Concarneau         | Ligue 2               | 36          | 4           | 3           | 1                     | 1                     | 1                     | 37    | 5     | 4     |
| 2024-2025             | US Concarneau         | National              | 28          | 10          | 2           | 3                     | 1                     | 0                     | 31    | 11    | 2     |
| Sous-total            | Sous-total            | Sous-total            | 64          | 14          | 5           | 4                     | 2                     | 1                     | 68    | 16    | 6     |
| 2025-2026             | Grenoble Foot 38      | Ligue 2               | 2           | 0           | 0           | -                     | -                     | -                     | 2     | 0     | 0     |
| Total sur la carrière | Total sur la carrière | Total sur la carrière | 142         | 20          | 9           | 7                     | 5                     | 1                     | 149   | 25    | 10    |